# Мирні ядерні вибухи в СРСР

Карта ядерних випробувань і промислових ядерних вибухів на території СРСР (За винятком вибухів, виконаних в рамках програми сейсмозондування)

Карта ядерних випробувань і промислових ядерних вибухів на території СРСР із закладкою зарядів у глибоких свердловинах.

У період з 1965 по 1988 рік в СРСР було проведено 124 мирних ядерних вибухи в інтересах народного господарства (у тому числі 117 — поза межами ядерних полігонів). З них три («Глобус-1» в Івановській області, «Кратон-3» і Кристалл в Якутії) супроводжувалися аваріями, при яких відбувся витік продуктів радіоактивного розпаду.
У той же час академік О.Яблоков приводить інші цифри. В 169 «мирних» ядерних вибухах було підірвано 186 ядерних вибухових пристроїв. При цьому офіційно за даними Внипипромтехнология Мінатома забруднення території відбулося в 4-х випадках (об'єкти «Кратон-3», «Кристал», «Тайга» і «Глобус-1»). За даними Цнииатоминформ Мінатома до 1994 року (тобто через 20—30 років після проведення МЯВ) в 24 випадках з 115 залишилися «локальні надфонові забруднення навколо свердловин»

## Вибухи за регіонами

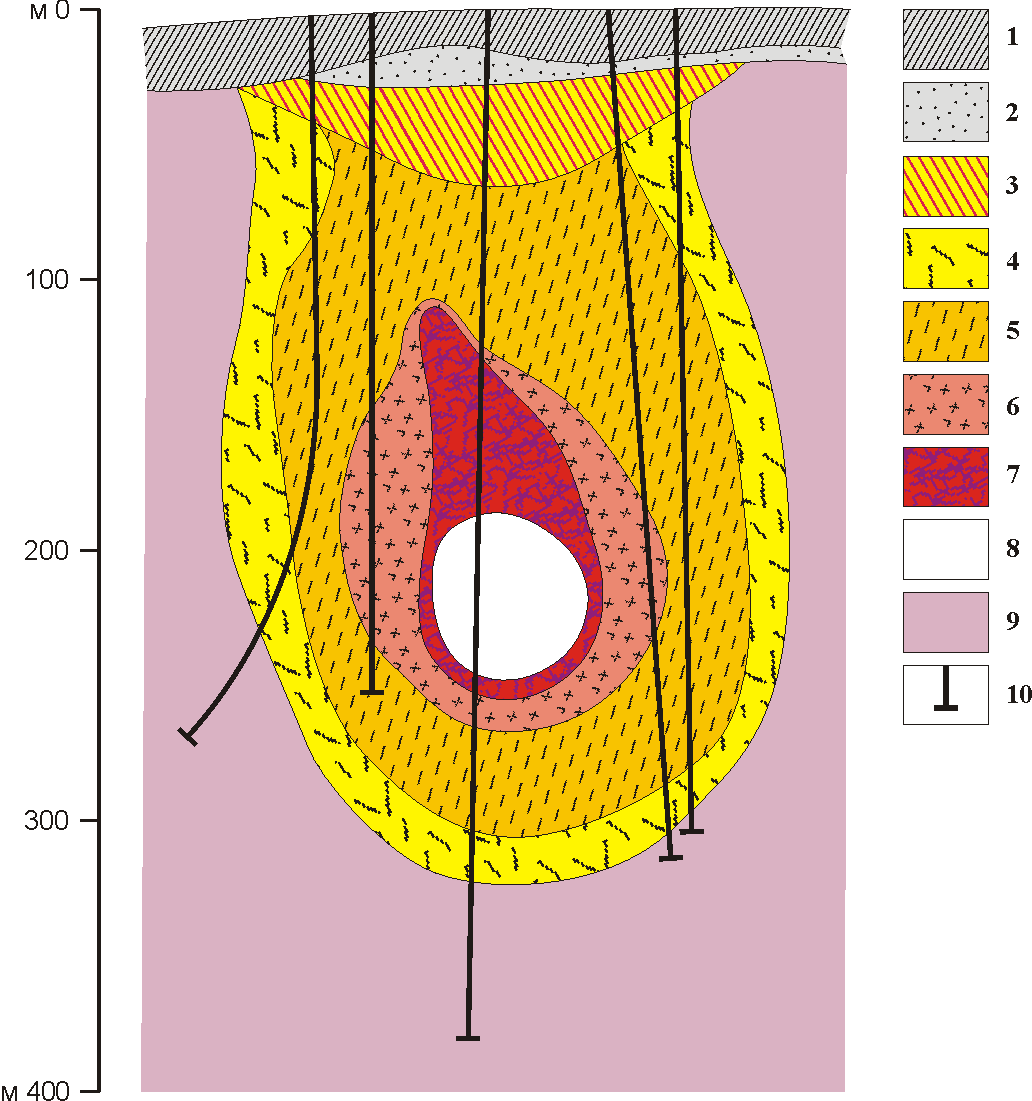
Геологічний розріз місця підземного ядерного вибуху Сари-Узень, Казахстан

за матеріалами ТАЙГА.info:
- Архангельська область
  - «Глобус-2». 80 км східніше Котласа (160 км східніше міста Великий Устюг), 2,3 кілотонни, 4 жовтня 1971 року. 9 вересня 1988 року там же був зроблений вибух «Рубін-1» потужністю 8,5 кілотонни, останній мирний ядерний вибух у СРСР.
  - «Агат». 150 км на захід міста Мезень, 19 липня 1985 року, 8,5 кілотонни. Сейсмозондування.
- Астраханська область
  - 15 вибухів по програмі «Вега» — створення підземних ємностей для зберігання газоконденсату. Потужність зарядів — від 3,2 до 13,5 кілотонни. 40 км від Астрахані, 1980—1984 роки.
- Башкирська АРСР
  - Серія «Кама». Два вибухи по 10 кілотонн у 1973 і 1974 роках за 22 км на захід міста Стерлітамак. Створення підземних ємностей для поховання промислових стоків Салаватського нафтохімічного комбінату і Стерлітамацького содово-цементного комбінату.
  - В 1980 році — п'ять вибухів «Бутан» потужністю від 2,3 до 3,2 кілотонни за 40 км на схід міста Мелеуз на Грачевском нафтовім родовищі. Інтенсифікація видобутку нафти й газу.
- Іркутська область
  - «Метеорит-4». 12 км східніше міста Усть-Кут, 10 вересня 1977 року, потужність — 7,6 кілотонни. Сейсмозондування.
  - «Рифт-3». 160 км північніше Іркутська, 31 липня 1982 року, потужність — 8,5 кілотонни. Сейсмозондування.
- Кемеровська область
  - «Кварц-4», 50 км західніше Маріїнська, 18 вересня 1984 року, потужність — 10 кілотонн. Сейсмозондування.
- Мурманська область
  - «Дніпро-1». 20-21 км східніше Кіровська, 4 вересня 1972 року, потужність — 2,1 кілотонни. Дроблення апатитової руди. В 1984 році там же був зроблений аналогічний вибух «Дніпро-2».
- Івановська область
  - «Глобус-1». 40 км східніше Кінешми, 19 вересня 1971 року, потужність — 2,3 кілотонни. Сейсмозондування.
- Калмицька АРСР
  - «Регіон-4». 80 км східніше Елісти, 3 жовтня 1972 року, потужність — 6,6 кілотонни. Сейсмозондування.
- Комі АРСР
  - «Глобус-4». 25 км західніше Воркути, 2 липня 1971 року, потужність — 2,3 кілотонни. Сейсмозондування.
  - «Глобус-3». 130 км західніше міста Печори, 20 км на схід залізничної станції Лемью, 10 липня 1971 року, потужність — 2,3 кілотонни. Сейсмозондування.
  - «Кварц-2». 80 км західніше Печори, 11 серпня 1984 року, потужність — 8,5 кілотонни. Сейсмозондування.
- Красноярський край
  - «горизонт-3[ru]». Озеро Лама, мис Тонкий, 29 вересня 1975 року, потужність — 7,6 кілотонн. Сейсмозондування.
  - «метеорит-2[ru]». Озеро Лама, мис Тонкий, 26 липня 1977 року, потужність — 13 кілотонн. Сейсмозондування.
  - «Кратон-2». 95 км західніше міста Ігарка, 21 вересня 1978 року, потужність — 15 кілотонн. Сейсмозондування.
  - «Рифт-4». 25-30 км східніше селища Ногінськ, потужність 8,5 кілотонни. Сейсмозондування.
  - «Батоліт-1», 1 листопада 1980 року
  - «рифт-1». Устьєнісейський район, за 190 км на захід Дудінки, 4 жовтня 1982 року, потужність — 16 кілотонн. Сейсмозондування.
- Оренбурзька область
  - «Магістраль» (інша назва — «Радгоспне»). 65 км східніше Оренбурга, 25 червня 1970 року, потужність — 2,3 кілотонни. Створення порожнини в масиві кам'яної солі на Оренбурзькому газонафтовому конденсатном родовищі.
  - Два вибухи по 15 кілотонн «Сапфір» (інша назва — «Дедуровка»), зроблені в 1971 і 1973 роках. Створення ємності в масиві кам'яної солі.
  - «Регіон-1» і «Регіон-2»: за 70 км західніше міста Бузулук, потужність — 2,3 кілотонни, 24 листопада 1972 року. Сейсмозондування.
- Пермська область
  - «Грифон» — в 1969 році два вибухи по 7,6 кілотонни за 10 км південніше міста Оса, на Осинському нафтовому родовищі. Інтенсифікація видобутку нафти.
  - «Тайга». 23 березня 1971 року, три заряди по 5 кілотонн у Чердинському районі Пермської області, за 100 км північніше міста Красновишерськ. Екскаваційні, для будівництва каналу Печора — Кама.
  - П'ять вибухів потужністю 3,2 кілотонни із серії «Гелій» за 20 км східніше міста Красновишерськ, які проводилися в 1981—1987 роках. Інтенсифікація видобутку нафти й газу на Гежському нафтовому родовищі. Інтенсифікація видобутку нафти й газу.
- Ставропольський край
  - «Тахта-Кугульта». 90 км північніше Ставрополя, 25 серпня 1969 року, потужність — 10 кілотонн. Інтенсифікація видобутку газу.
- Тюменська область
  - «Тавда». 70 км східніше Тюмені, потужність 0,3 кілотонни. Створення підземної ємності.
- Якутська АРСР
  - «Кристал». 70 км східніше селища Айхал, за 2 км від селища Вдалий-2, 2 жовтня 1974 року, потужність — 1,7 кілотонни. Створення греблі для Удачнинського гірничозбагачувального комбінату.
  - «Обрій-4». 120 км західніше міста Тіксі, 12 серпня 1975 року, 7,6 кілотонни.
  - З 1976 по 1987 роки — п'ять вибухів потужністю 15 кілотонн із серій вибухів «Ока», «Шексна», «Нева». 120 км західніше міста Мирний, на Середньоботуобінському нафтовому родовищі. Інтенсифікація видобутку нафти.
  - «Кратон-4». 90 км західніше селища Сангар, 9 серпня 1978 року, 22 кілотонни, сейсмозондування.
  - «Кратон-3», 50 км на схід селища Айхал, 24 серпня 1978 року, потужність — 19 кілотонн. Сейсмозондування.
  - Сейсмозондування. «В'ятка». 120 км західніше міста Мирний, 8 жовтня 1978 року, 15 кілотонн. Інтенсифікація видобутку нафти й газу.
  - «Кімберліт-4». 130 км західніше Верхньовілюйська, 12 серпня 1979 року, 8,5 кілотонни, сейсмозондування.

- Казахська РСР
  - «Азгир». 17 вибухів (22 ядерних заряду). Майданчик «Галіт» 180 км північніше Астрахані, Гур'ївська область, 1966—1979 рр. 0,01-150 кт.
  - «Батоліт-2». 320 км західніше г. Актюбінськ, Актюбінська область, 3 жовтня 1987 року, 8,5 кт, глибина 1002 м. Сейсмозондування.
  - «Лазурит». Урочище Муржик, Семипалатинський ядерний полігон, 7 грудня 1974 року, 4,7 кт, глибина 75 м. Переміщення частини гірського схилу для будівництва греблі.
  - «Ліра». 6 вибухів для створення порожнин під підземне газосховища на карачаганацькому газоконденсатному родовищі в Західноказахстанській області.
  - «Мангишлак» (неофіційна назва). 3 вибухи. 100—150 км східніше сел. Сай-Утьос, Мангишлацька область, 1969—1970 рр, 30-80 кт. Для створення провальної лійки.
  - «Меридіан-1». 110 км на схід м. Аркалик, Цілиноградська область, 28 серпня 1973 г, 6,3 кт. Сейсмозондування.
  - «Меридіан-2». 230 км східніше м. Джезказган, Чимкентська область, 19 вересня 1973 г, 6,3 кт. Сейсмозондування.
  - «Меридіан-3». 90 км західніше м. Туркестан, Чимкентська область, 19 серпня 1973 г, 6,3 кт. Сейсмозондування.
  - «Регіон-3». 250 км західніше м. Уральськ, Уральська область, 20 серпня 1972 г, 6,6 кт. Сейсмозондування.
  - «Регіон-5». 160 км східніше м. Кустанай, Кустанайська область, 24 листопада 1972 г, 6,6 кт. Сейсмозондування.
  - «Сари-Узень» (він же «Свердловина 1003»). Семипалатинський ядерний полігон, 14 жовтня 1965 г, 1,1 кт. Екскаваційний калібрований для створення лійки для водойми.
  - «Свердловина 1004». Семипалатинський полігон, 1965 г, (потужність і ціль див. нижче, проект «Чаган»).
  - «Телькем-1». Семипалатинський полігон, 21 жовтня 1968 г, потужність 2 х 0,24 кт. Калібрований викид ґрунту для створення лійки для водойми.
  - «Телькем-2». Семипалатинський полігон, 12 листопада 1968 г, потужність 3 х 0,24 кт. Экскавационный калібрований для формування траншеї
  - «Чаган». Семипалатинський полігон, 15 січня 1965 г, потужність 140 кт. При вибуху в свердловині 1004 створена штучна водойма (озеро Чаган), яка була заповнений водою з водоймища на р. Чаган. Для створення водоймища була побудована кам'яно-земляна гребля з бетонним водоскидом.
  - «Штольня». 36 вибухів на Семипалатинському полігоні, 1964—1984 рр, потужність 0,01-150 кт.

- Узбецька РСР
  - «Урта-Булак», газове родовище «Урта-Булак», Бухарська область, 80 км південніше м. Бухара, 30 вересня 1966 року, 30 кт, глибина 1532 м. Гасіння палаючої газової свердловини.
  - «Памук», Газове родовище «Памук» Кашкадар'їнська область, 70 км на захід г. Карши, 21 травня 1968 г, 47 кт, глибина 2440 м. Гасіння палаючої газової свердловини.

- Українська РСР
  - «Кліваж». Донецька область, м. Єнакієве. 16 вересня 1979 року. Потужність — 0,3 кт, глибина 903 м. Мета — попередження викидів метану й шахтного (вугільного) пилу.
  - «Факел». Харківська область, Красноградський район, с. Хрестище (20 км північніше м. Красноград). 9 липня 1972 року. Потужність — 3,8 кт, глибина 2483 м. Перекриття аварійного газового фонтана. Мета не була досягнута.

- Туркменська РСР
  - «Кратер». Марийська область, 30 км східніше м. Мари 11 квітня 1972 року. Потужність 15 кт, глибина 1720 м. Перекриття свердловини для ліквідації аварійного газового фонтана.